# Sittelle pygmée
Sitta pygmaea
Espèce
Statut de conservation UICN

 LC  : Préoccupation mineure
La Sittelle pygmée (Sitta pygmaea) est une espèce de passereau appartenant à la famille des Sittidae.

## Description
La Sittelle pygmée est l'une des plus petites sittelles, mesurant une dizaine de centimètres de longueur.

## Écologie et comportement

### Parasites
La Sittelle pygmée peut être l'hôte de certains parasites comme le protiste Trypanosoma.

## Répartition et habitat
La Sittelle pygmée vit dans l'Ouest de l'Amérique du Nord, depuis le Sud-Ouest du Canada jusqu'à l'Ouest du Mexique, en passant pas les États-Unis, à l'Ouest des montagnes Rocheuses.

Carte de répartition

## Taxinomie et systématique
Selon le Congrès ornithologique international (version 4.2, 2014) et Alan P. Peterson il existe six sous-espèces :
- Sitta pygmaea melanotis van Rossem, 1929, vit dans le Sud-Ouest du Canada, dans l'Ouest des Rocheuses et le centre-Ouest des États-Unis et dans le Nord-Ouest du Mexique ;
- Sitta pygmaea pygmaea Vigors, 1839, vit sur les côtes du centre de la Californie ;
- Sitta pygmaea leuconucha Anthony, 1889, vit dans le Sud-Ouest de la Californie et en Basse-Californie ;
- Sitta pygmaea elii A.R. Phillips, 1986, vit dans le Nord du Mexique ;
- Sitta pygmaea flavinucha van Rossem, 1939, vit dans l'Est du Mexique ;
- Sitta pygmaea brunnescens R.A. Norris, 1958, vit dans le Sud-Ouest du Mexique ;

- - 
    - Sittelle à tête brune (S. pusilla)
    - Sittelle pygmée (S. pygmaea)

  - « groupe canadensis »
    - Sittelle du Yunnan (S. yunnanensis)
    - 
      - 
        - Sittelle à poitrine rousse (S. canadensis)
        - 
          - Sittelle corse (S. whiteheadi)
          - Sittelle de Chine (S. villosa)

      - 
        - Sittelle de Krüper (S. krueperi)
        - Sittelle kabyle (S. ledanti)

En 1998, Éric Pasquet étudie le cytochrome-b de l'ADN mitochondrial d'une dizaine d'espèces de sittelles, et rapproche la Sittelle pygmée du « groupe canadensis », qui regroupe six autres espèces de petite taille : la Sittelle du Yunnan (S. yunnanensis), la Sittelle à poitrine rousse (S. canadensis), la Sittelle de Chine (S. villosa), la Sittelle corse (S. whiteheadi), la Sittelle kabyle (S. ledanti) et la Sittelle de Krüper (S. krueperi), mais la Sittelle du Yunnan et la Sittelle à tête brune (S. pusilla) ne sont pas incluses dans l'étude. En 2014, Éric Pasquet et al. publient une phylogénie fondée sur l'ADN nucléaire et mitochondrial de 21 espèces de sittelles et confirment en complétant les résultats de 1998. La Sittelle pygmée est l'espèce sœur de la Sittelle à tête brune, et ces deux taxons forment le clade frère du « groupe canadensis ». Selon cette même étude, la séparation entre les deux petites espèces américaines et le « groupe canadensis » date de 11 millions d'années, et la séparation entre Sittelle pygmée et Sittelle à tête brune de 6 millions d'années environ.

## Galerie

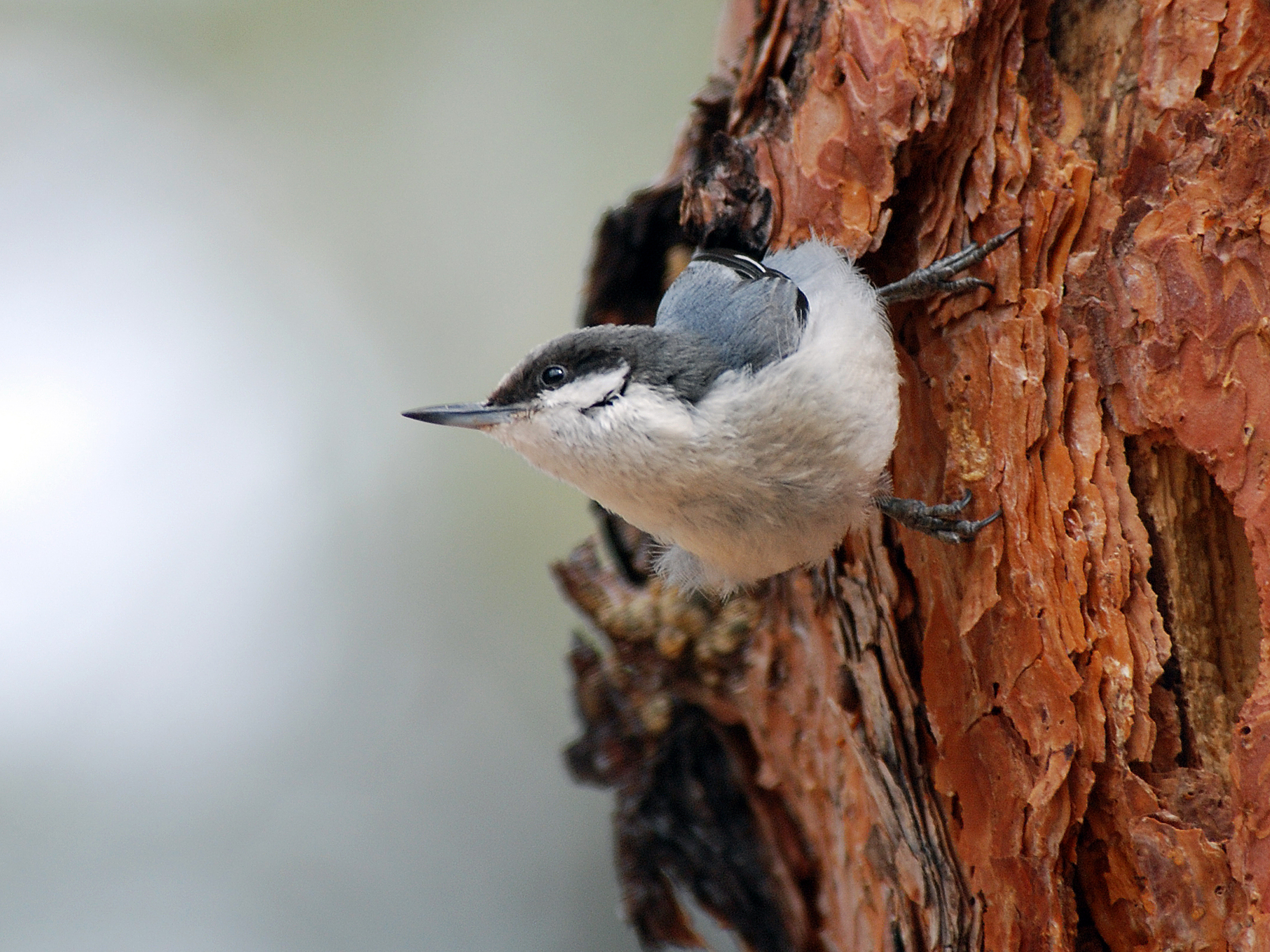
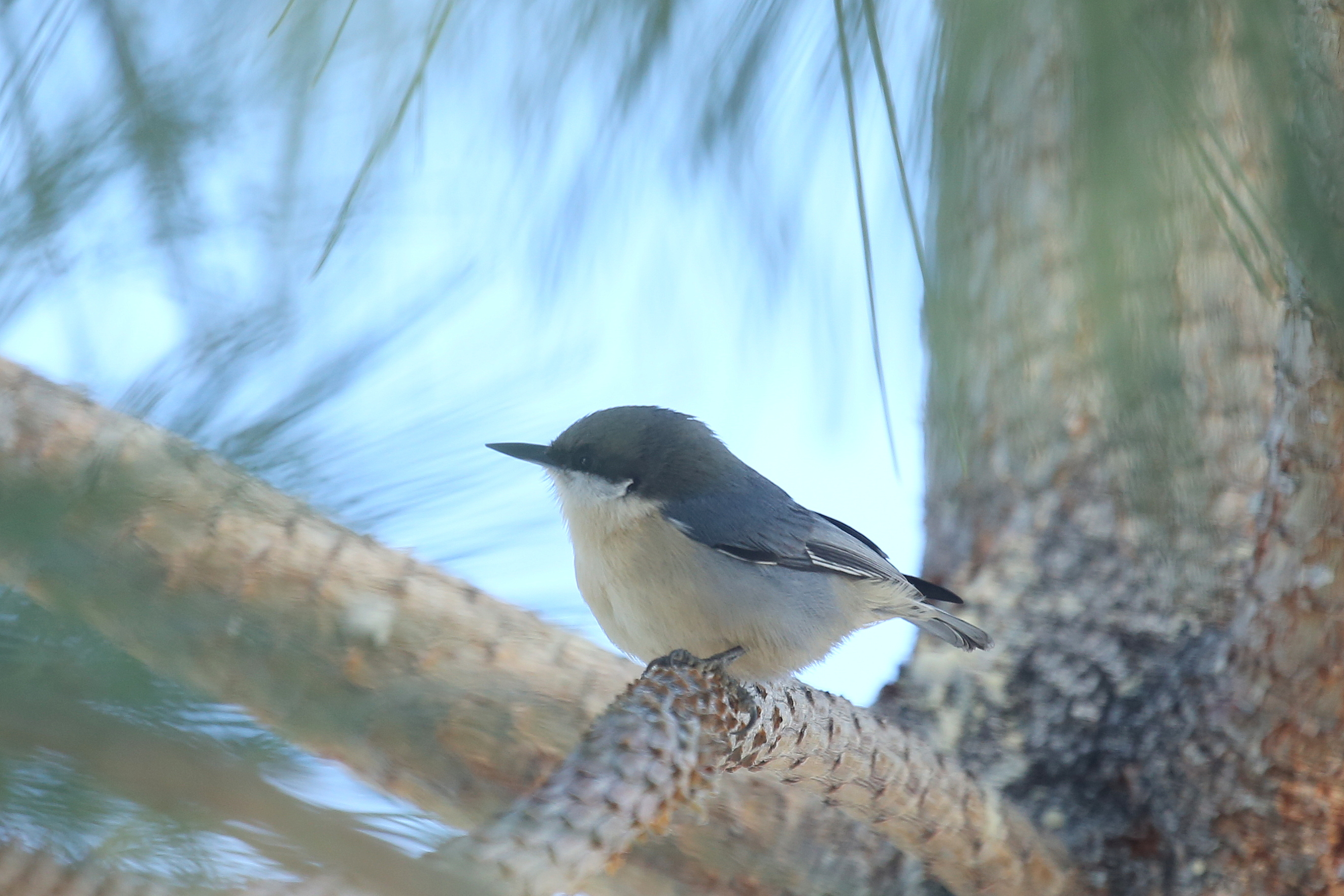
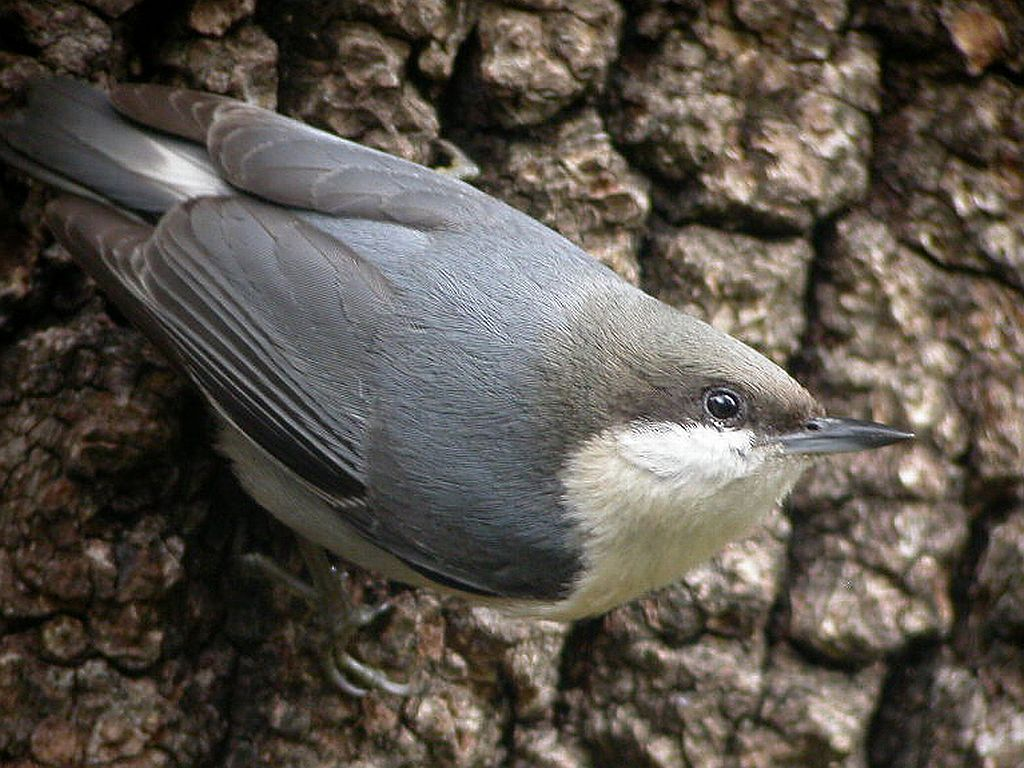